# Гната Хоткевича
Гната Хоткевича — зупинний пункт львівського залізничного вузла Львівської залізниці, розташований між станціями Львів (6 км) та Підзамче (1 км), поруч з проспектом Чорновола та вулицею Замарстинівською.
Розташований поблизу Міського палацу культури імені Гната Хоткевича. Поблизу платформи є зупинки громадського транспорту, зокрема трамваїв № 4, 5, 6, тролейбуса № 13. Платформа знаходиться за 10 хвилин ходи від центру міста.
Збудований для зупинки міського рейкового автобуса, інші потяги тут не зупинялися. Після скасування рейкового автобуса в червні 2010 року перестав використовуватися.

## Джерело
- Львівська залізниця :: Львівський рейковий автобус [Архівовано 5 грудня 2009 у Wayback Machine.]